# Selo gori, a baba se češlja
Selo gori, a baba se češlja (deutsch: Das Dorf brennt und die Großmutter kämmt sich) ist eine serbische Drama-Sitcom, die auf den Sendern RTS 1 und RTS Sat ausgestrahlt wird.
Der Titel basiert auf einer serbischen Redewendung, welche bei Gleichgültigkeit, bzw., Teilnahmslosigkeit in Krisensituationen und anderweitigem Handlungsbedarf verwendet wird.

## Überblick

### Prämisse
In der Serie dreht sich fast alles um den Charakter Radašin, der von dem Leben in seinem Dorf erzählt, von der Zeit mit seinen Landsleuten, seinen Verwandten, seiner Frau Radojka, seiner Tochter Milona, ihren Ehemann Radenko und deren Kindern Milica und Milutin, seinem Sohn Radoslav, dessen schwedischen Ehefrau Ingrid und ihren gemeinsamen Sohn Tomas, sowie von den Ereignissen um seine Freunde Dragojlo, Žota und Mile, die zusammen mit Radašin auch die Hauptfiguren der Serie sind.

### Handlungsszenarien
Die Serie spielt im kleinen Dorf Petlovac zwischen der großen, südlichen und westlichen Morava. Trotz der komödiantischen Elemente in Selo gori wird die tiefe emotionale Verbindung zwischen Familie, Tradition und dem Land dargestellt. Das Dorf ist der Hauptschauplatz der Serie und zeigt exemplarisch die Veränderung typischer serbischer Dörfer, durch den Wegzug der jungen Menschen in die Städte oder ins Ausland und die Modernisierung der ländlichen Gemeinden.
Es wird betont, dass das Dorf das Herz der serbischen Volkskultur und Stolzes sei. Es ist ein Ort, der das typische Leben einer serbischen Bauernfamilie zeigt. Die Serie betont ferner als Qualitäten der Serben Redlichkeit und Güte und versucht zum Abbau der stereotypen Sicht auf die Serben seit den 1990er Jahren beizutragen („im Mittelpunkt der Handlung stehen kleine und große Leute, Bauern... Menschen, die als erstes ihre Steuern und ihre Stromrechnung bezahlen“ - Radoš Bajić).
Außerdem wurde in der Stadt Kragujevac und im Kurort Vrnjačka Banja gedreht.

## Stab und Besetzung
Alle Angaben nach IMDb
| Name                  | Aufgabe im Filmstab |
| --------------------- | ------------------- |
| Radoš Bajić           | Regie               |
| Nedeljko Bajić        | Produzent           |
| Aleksandar Sanja Ilić | Musik               |
| Predrag Jočić         | Kamera              |

| Schauspieler         | Rolle                      |
| -------------------- | -------------------------- |
| Dragan Nikolić       | Žota                       |
| Radoš Bajić          | Radašin                    |
| Milorad Mandić Manda | Milašin (Mile)             |
| Mirko Babić          | Dragojlo                   |
| Ljiljana Stjepanović | Radojka, Radašins Ehefrau  |
| Olga Odanović        | Zlatana, Milašins Ehefrau  |
| Nada Blam            | Smiljana, Žotas Ehefrau    |
| Suzana Mančić        | Svetlana, Žotas Schwägerin |
| Nedeljko Bajić       | Radoslav, Radašins Sohn    |
| Marijana Aranđelović | Milona, Radašins Tochter   |
| Ana Sakić            | Ingrid, Radoslavs Ehefrau  |
| Suzana Petričević    | Cveta                      |
| Nenad Okanović       | Dragan, Milašins Sohn      |

## Einschaltquoten
Selo gori, a baba se češlja ist die in Serbien am meisten gesehene Fernsehserie, welche von RTS produziert und ausgestrahlt wird. Die fünfte Folge der dritten Staffel durchbrach mit 3.014.000 Zuschauern (34 %) alle Einschaltquoten-Rekorde des Serbischen Rundfunks. Die Serie hat einen durchschnittlichen Marktanteil von 68 %.
Die Einschaltquoten der vierten Staffel (basierend auf dem durchschnittlichen Zuschauer pro Episode) von Selo Gori, a baba se češlja auf RTS 1:
| Folge | Name        | Ausstrahlung               | Zuschauer | EQ (%) |
| ----- | ----------- | -------------------------- | --------- | ------ |
| 4.1   | Šuma        | Samstag, 16. Januar, 2010  | 2.358.400 | 33,5 % |
| 4.2   | Koma        | Samstag, 23. Januar, 2010  | 2.654.080 | 37,7 % |
| 4.3   | Pukotine    | Samstag, 30. Januar, 2010  | 2.386.560 | 33,9 % |
| 4.4   | Budjenje    | Samstag, 6. Februar, 2010  | 2.513.280 | 35,7 % |
| 4.5   | Prinova     | Samstag, 13. Februar, 2010 | 2.485.120 | 35,3 % |
| 4.6   | Odluka      | Samstag, 20. Februar, 2010 | 2.590.720 | 36,8 % |
| 4.7   | Bekstvo     | Samstag, 27. Februar, 2010 | 2.548.480 | 36,2 % |
| 4.8   | Srna        | Samstag, 6. März, 2010     | 2.548.480 | 36,2 % |
| 4.9   | Ženeva      | Samstag, 13. März, 2010    | 2.513.280 | 35,7 % |
| 4.10  | Gubitnik    | Samstag, 20. März, 2010    | 2.597.760 | 36,9 % |
| 4.11  | Gas         | Samstag, 27. März, 2010    | 2.288.000 | 32,5 % |
| 4.12  | Sveta Petka | Samstag, 3. April, 2010    | 2.520.320 | 35,8 % |
| 4.13  | Jovan       | Samstag, 10. April, 2010   | 2.520.320 | 35,8 % |
| 4.14  | Suze        | Samstag, 17. April, 2010   | 2.106.000 | 29,8 % |
| 4.15  | Spomenica   | Samstag, 24. April, 2010   | 2.034.559 | 28,9 % |
| 4.16  | Sreća       | Samstag, 1. Mai, 2010      | 1.760.000 | 25,0 % |
| 4.17  | Duvanište   | Samstag, 8. Mai, 2010      | -         | -      |

## Auszeichnungen (Auswahl)
- Den serbischen Filmpreis Oskar Popularnosti für die meistgesehene Fernsehserie 2008
- Auf dem Festival Festival glumačkih ostvarenja „Filmski susreti“ 2008 in Niš Ljiljana Stjepanović und Radoš Bajić als bestes Darstellerpaar